# Cantugno
Cantugno è una frazione del comune di Pavia posta a nord del centro abitato, verso San Genesio ed Uniti.

## Storia
Cantugno, noto fin dal XII secolo, faceva parte del Parco Vecchio. Nel XVIII secolo gli furono uniti alcuni piccoli comuni del Parco Vecchio: Torre del Gallo, Cornaiano, Restellone e Due Porte. Nel 1841 il comune fu soppresso e aggregato a Mirabello.
Nel 1939 tuttavia il governo fascista, spartendo il comune di Mirabello fra Pavia e San Genesio, staccò anche Cantugno, che andò nel capoluogo, da alcune sue vecchie cascine a nord, come Due Porte, che finirono nell'altro comune.

## Società

### Evoluzione demografica
- 84 nel 1751
- 330 nel 1805[2]